# Rolando Guevara Pérez
Rolando Guevara Pérez  (13 de abril de 1961, Caracas, Venezuela) es un criminalista y expolicía del Cuerpo de Investigaciones Científicas, Penales y Criminalísticas (CICPC). Condenado a 27 años de prisión acusado del asesinato de Danilo Anderson, es considerado, por defensores de derechos humanos, un preso político.

## Formación
Egresó de la Escuela Nacional de Detectives del Cuerpo Técnico de Policía Judicial en 1982, perteneciendo al curso de detectives n°16. En 1996, egresó como Técnico Superior Universitario del Instituto Universitario de Policía Científica. 
En mayo de 1997, es enviado a Louisiana, Estados Unidos, para que realice el curso "Role of Police in Managing Crisis" (Rol de la policía en el manejo de crisis), ofrecido por la oficina de Seguridad Diplomática del Departamento de Estado. En noviembre del año 2000, realizó el curso titulado "Delitos graves y secuestros", ofrecido por el FBI.

## Carrera
En 1982 empezó a desempeñar las labores de investigador dentro de la extinta Policía Técnica Judicial. En 1986 es destacado en la División de Homicidios del Cuerpo Técnico de la Policía Judicial, en la cual permaneció hasta el año 1993. Desde 1993 hasta 1995 fue Jefe de Investigaciones de la Comisaría El Llanito. En 1997 ejerce el mismo rol en la Delegación del estado Barinas.
En 1997, es nombrado Jefe de la División Contra el Tráfico Interno de Drogas del CTPJ. En julio de ese año, junto a 26 funcionarios, participa en el mayor decomiso de drogas efectuado en un procedimiento en Venezuela, al incautar 4175 kilogramos de cocaína de alta pureza que iban a bordo del buque Ricky II, en la ciudad de Puerto Cabello, estado Carabobo.
En 1999, es nombrado Jefe de la Delegación del estado Zulia, como parte de la estrategia de seguridad del entonces gobernador de la entidad, Francisco Arias Cárdenas . En el año 2000, es nombrado Jefe de la Comisaría del municipio Chacao, y, posteriormente, Jefe de la Dirección Nacional Contra Homicidios del Cuerpo Técnico de la Policía Judicial.
En junio de 2001, pone su cargo a la orden con el fin de no entorpecer las investigaciones relacionadas con el caso de Vladimiro Montesinos, y es designado Asistente del Comisionado Nacional de Investigaciones del CTPJ. Ese mismo año es jubilado con el rango de Comisario, por 20 años de servicio dentro de la institución. En 2013 fue ascendido con el rango de Comisario Jefe.
Durante su carrera, participó en el esclarecimiento de casos como el de las venganzas entre familias de la Sierra de Coro, el secuestro de los hermanos Treviño Bravo, y el homicidio de Román Chalbaud Troconis. Junto a Iván Simonovis, participó en el desmantelamiento de la banda delictiva "Los Suramericanos".

## Detención

### Antecedentes

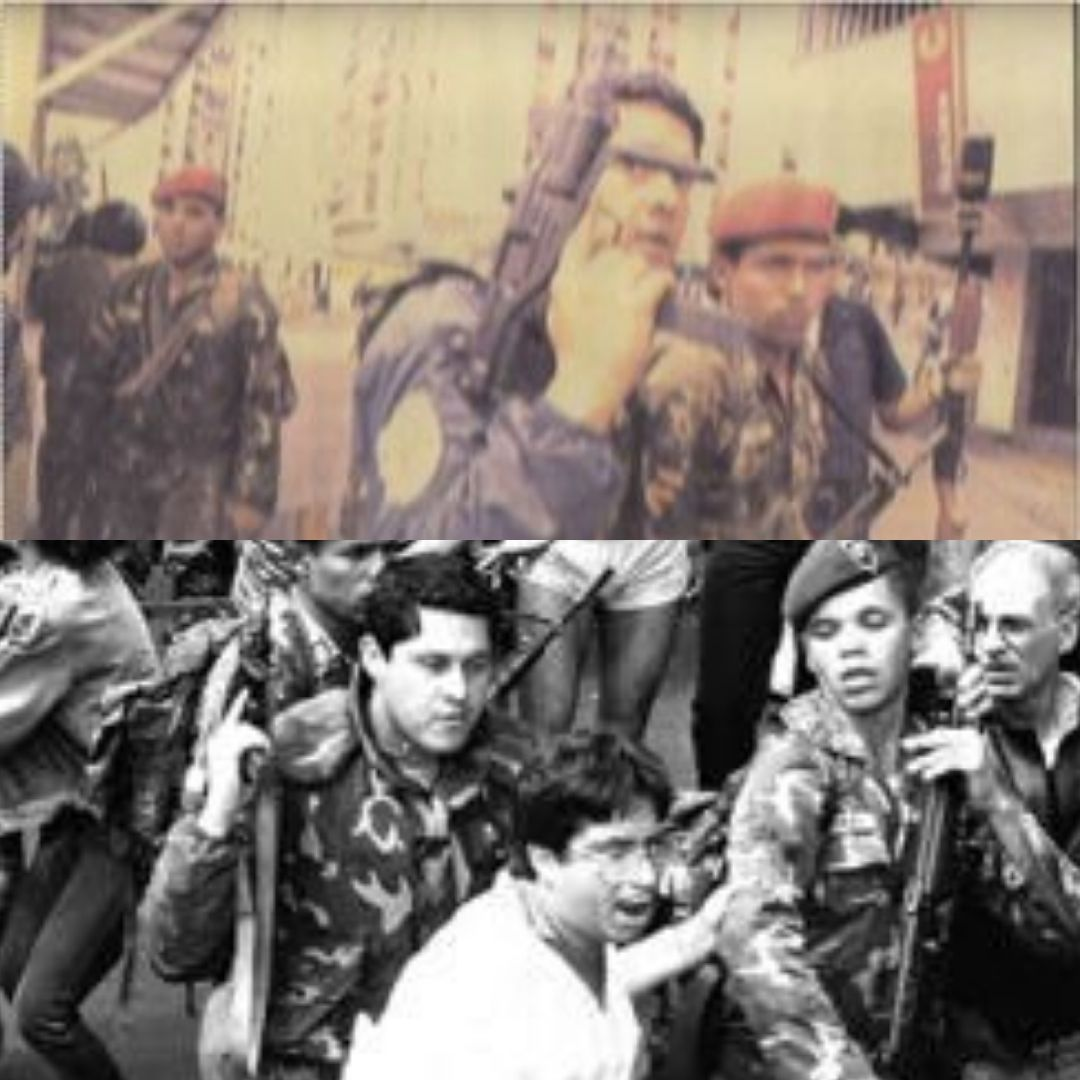
Rolando Guevara durante el primer intento de golpe de Estado de Venezuela de 1992.

En los sucesos del 4 de febrero de 1992, Guevara, como funcionario activo del CTPJ, participó en la aprehensión de parte del personal militar perteneciente al regimiento de paracaidistas que estaba sublevado en Catia.  
En 2001, los hermanos Rolando y Otoniel Guevara, fueron investigados por las autoridades venezolanas, por, presuntamente, haber participado en el encubrimiento del exasesor de inteligencia de Alberto Fujimori, Vladimiro Montesinos, en Venezuela. Otoniel fue señalado como agente de la CIA y se acusó a Rolando de utilizar una cédula de identidad de una persona fallecida para comprar un celular que le entregó a Montesinos. Posteriormente se demostró que no participaron en tales hechos.
Asimismo, los Guevara fueron investigados por las muertes ocurridas el 11 de abril de 2002 en Puente Llaguno, la rebelión de los oficiales de la Plaza Francia, en Altamira y los atentados de Caracas de 2003. Tampoco se pudo demostrar su participación en estos eventos.

### Arresto y controversias

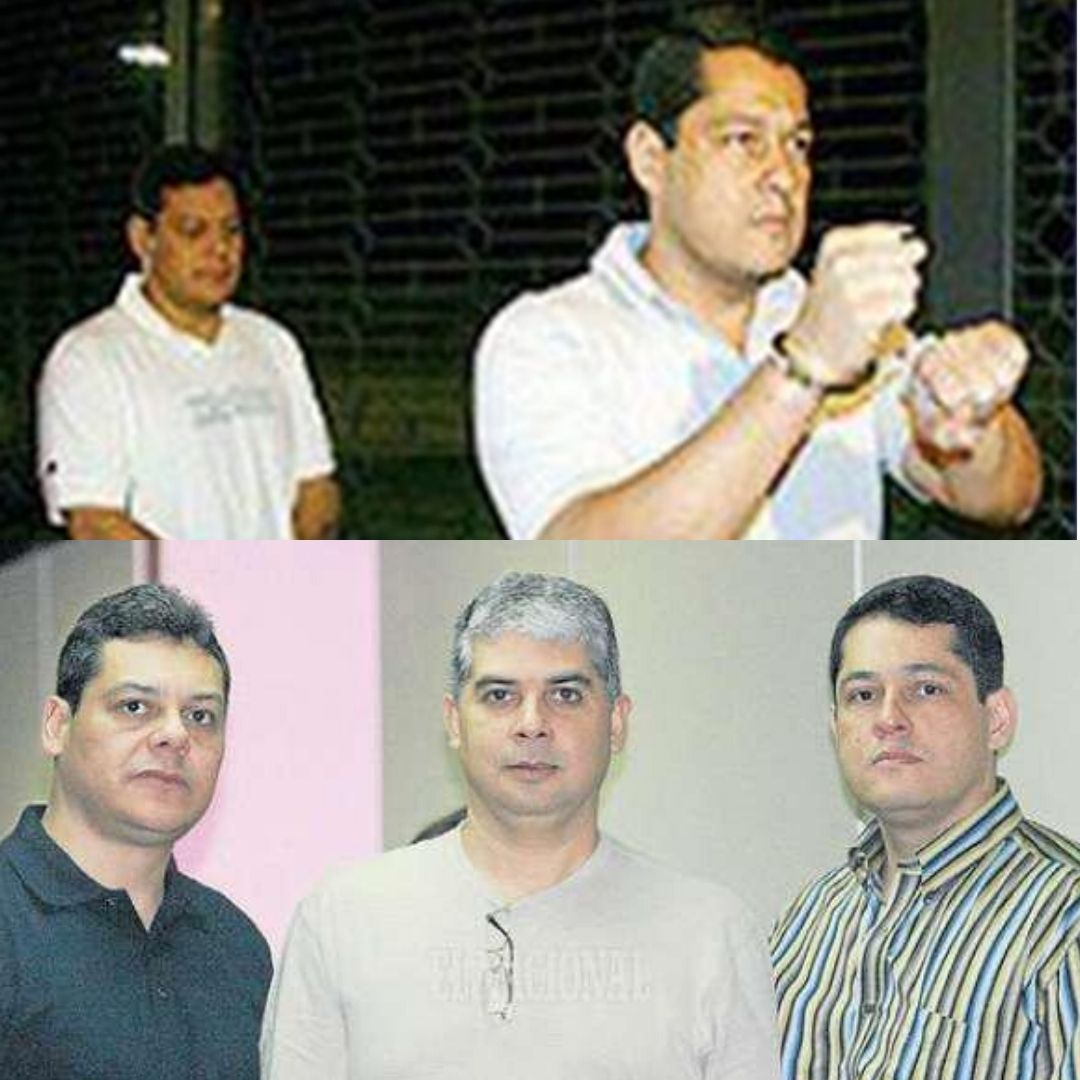
Arriba: Detención de Otoniel y Rolando Guevara. Abajo: Otoniel, Juan y Rolando Guevara durante su juicio.

Guevara fue detenido el 23 de noviembre de 2004, siendo acusado, junto a su hermano Otoniel, y su primo, Juan Guevara, de haber sido uno de los autores materiales del homicidio del fiscal del Ministerio Público, Danilo Anderson. Fueron secuestrados, torturados y desaparecidos durante tres días. Estos aparecieron al tercer día de su cautiverio, al sur del estado Carabobo, cuando una comisión de la Guardia Nacional Bolivariana, presuntamente, efectuó su rescate.
El 20 de diciembre de 2005, él y su hermano fueron condenados a cumplir una sentencia de 27 años y 9 meses en prisión, por los delitos de homicidio calificado y agavillamiento. Su primo fue sentenciado a 29 años de prisión por los mismos delitos y por porte ilícito de armas.
Un año después del juicio, Giovanni Vásquez de Armas, presunto testigo de los hechos, dijo en una entrevista que todo el juicio en contra de los Guevara había sido un montaje del entonces fiscal general, Isaías Rodríguez. También afirmó que había recibido tres millones de dólares para aprenderse un libreto que contribuiría con la sentencia de los Guevara.
En 2010, otro de los presuntos testigos del caso, Alexis Peñuela Márquez, afirmó en una entrevista con la periodista María Angélica Correa, que su testimonio en el juicio de los hermanos Guevara fue falso. El exfiscal del caso, Hernando Contreras, desde Estados Unidos y en calidad de exiliado, reconoció también que todo había sido un montaje del gobierno venezolano para culpar a alguien por la muerte de Anderson. Sin embargo, el exfiscal general, Julián Isaías Rodríguez, negó la veracidad de las declaraciones de Contreras.
Actualmente se encuentra recluido, junto a su hermano y su primo, en el Servicio Bolivariano de Inteligencia, con sede en El Helicoide, donde ha purgado gran parte de su condena.
Si bien defensores de derechos humanos y miembros de la oposición venezolana los consideran presos políticos, funcionarios del gobierno venezolano se han referido a ellos como criminales. Figuras como Nicolás Maduro, o Diosdado Cabello, han criticado y rechazado que miembros de la oposición venezolana hayan defendido a los hermanos Guevara, y que los hayan incluido en los proyectos de Ley de Amnistía propuesta por estos.
Debido a las irregularidades dentro del proceso judicial, su caso fue revisado por la Comisión Interamericana de Derechos Humanos.El 15 de agosto de 2023, dicho ente presentó el caso de los Guevara respecto de Venezuela ante la Corte Interamericana de Derechos Humanos, por la detención ilegal y arbitraria, así como actos de tortura y faltas de garantías judiciales en contra de los hermanos Guevara.
El Grupo de Trabajo sobre la Detención Arbitraria de la Oficina del Alto Comisionado de las Naciones Unidas para los Derechos Humanos, en su nonagésima segunda sesión, opinó que la detención de Rolando, Otoniel y Juan Guevara es arbitraria, y pidió al gobierno de la República Bolivariana de Venezuela remediar la situación de los Hermanos Guevara.

## Distinciones
- Cangrejo de Plata (1984)
- Cangrejo de Oro (1989)
- Cangrejo de Plata (1991)